# Pilea depressa
Espèce
Classification APG II (2003)
Pilea depressa est une espèce de plantes à fleurs de la famille des Urticaceae native des Caraïbes.